# Mine de Bielszowice
La mine de Bielszowice est une mine souterraine de charbon située en Pologne,.